# Condado de Lawrence (Indiana)
El condado de Lawrence (en inglés: Lawrence County), fundado en 1818, es un condado del estado estadounidense de Indiana. En el año 2000 tenía una población de 45 922 habitantes con una densidad poblacional de 18 personas por km². La sede del condado es Bedford.

## Geografía
Según la Oficina del Censo, el condado tiene un área total de 1171 km² (452,1 mi²), de la cual 1162 km² (448,6 mi²) es tierra y 9 km² (3,5 mi²) es agua.

## Demografía
En fecha censo de 2000, había 45 922 personas, 18 535 hogares, y 13 141 familias que residían en el condado.
En el 2000 la renta per cápita promedia del condado era de $ 36 280 y el ingreso promedio para una familia era de $43 109. El ingreso per cápita para el condado era de $17 653. En 2000 los hombres tenían un ingreso per cápita de $34 167 frente a $21 647 para las mujeres. Alrededor del 9.80% de la población estaba bajo el umbral de pobreza nacional.

## Condados adyacentes
- Condado de Monroe (norte)
- Condado de Jackson (este)
- Condado de Washington (sureste)
- Condado de Orange (sur)
- Condado de Martin (oeste)
- Condado de Greene (noroeste)

## Localidades
Ciudades y pueblos
- Bedford
- Mitchell
- Oolitic

Áreas no incorporadas
- Bono
- Buddha
- Pinhook
- Judah

Municipios
- Bono
- Guthrie
- Indian Creek
- Marion
- Marshall
- Perry
- Pleasant Run
- Shawswick
- Spice Valley